# Wegen in IJsland

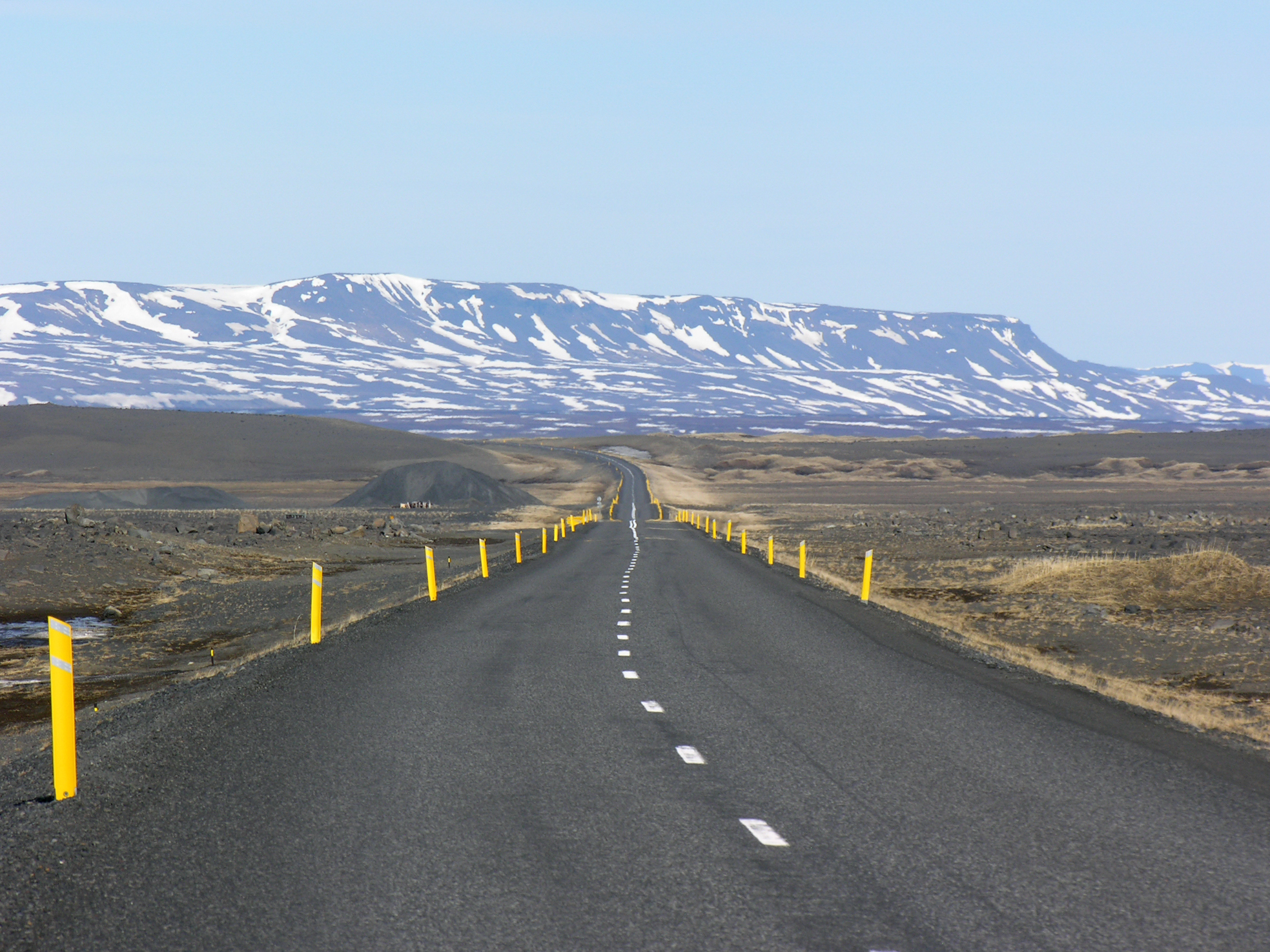
De Hringvegur, de belangrijkste weg van IJsland

Het wegennet van IJsland is een wegennet dat de verspreiding van de bevolking over het eiland weerspiegelt. Rondom de hoofdstad Reykjavik met haar voorsteden, waar bijna een derde deel van de bevolking woont, en het gecultiveerde gebied ten oosten van Selfoss ligt een dicht wegennet, terwijl de dichtheid van de wegen in de rest van het land veel lager is. In Reykjavik liggen enkele wegen met gescheiden rijbanen, waarvan er een, de Þjóðvegur 41 (Reykjanesbraut), zelfs aan de kenmerken van een autosnelweg voldoet. Toch is het geen officiële autosnelweg.
De belangrijkste weg buiten Reykjavik is de Þjóðvegur 1, die ook wel Hringvegur (ringweg) wordt genoemd. Deze weg loopt als een ring om het eiland en verbindt zo de belangrijkste steden met elkaar. De ringweg is in zijn geheel geasfalteerd. Ook in de rest van het land zijn de meeste belangrijke verbindingswegen vrijwel geheel geasfalteerd. De zijwegen daarvan, die vaak doodlopend zijn, zijn in de regel onverhard en bestaat de bovenlaag ervan uit grind, keien, (gemalen) stenen of gruis die bovendien ook vaak nog bezaaid zijn met vele gaten en kuilen. Hoe afgelegener het gebied, hoe slechter de weg. Ook de wegen die door het desolate binnenland voeren zijn onverhard. Sommige wegen op IJsland zijn slechts met moeite door terreinwagens te nemen.

## Bewegwijzering

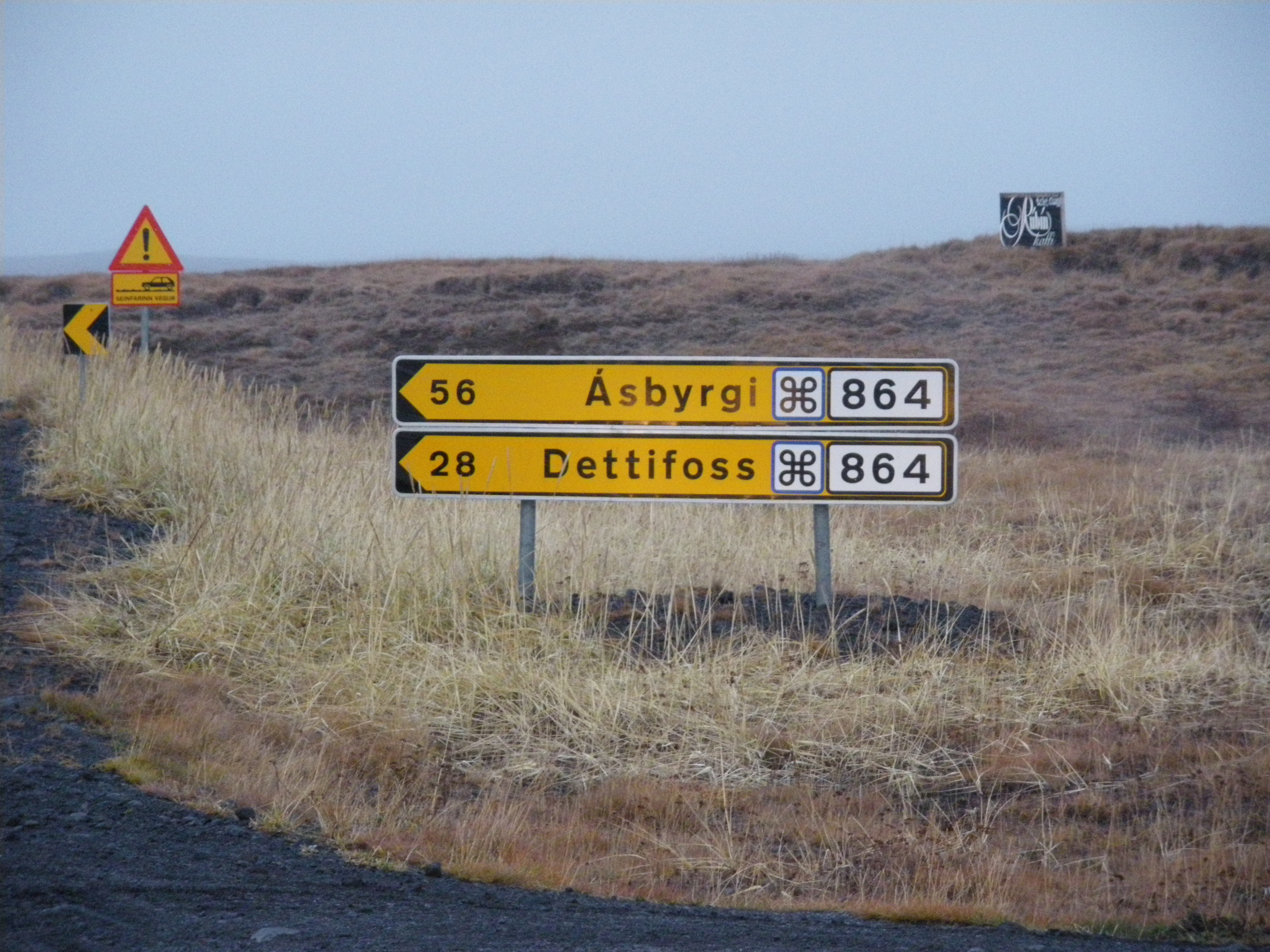
IJslandse bewegwijzering

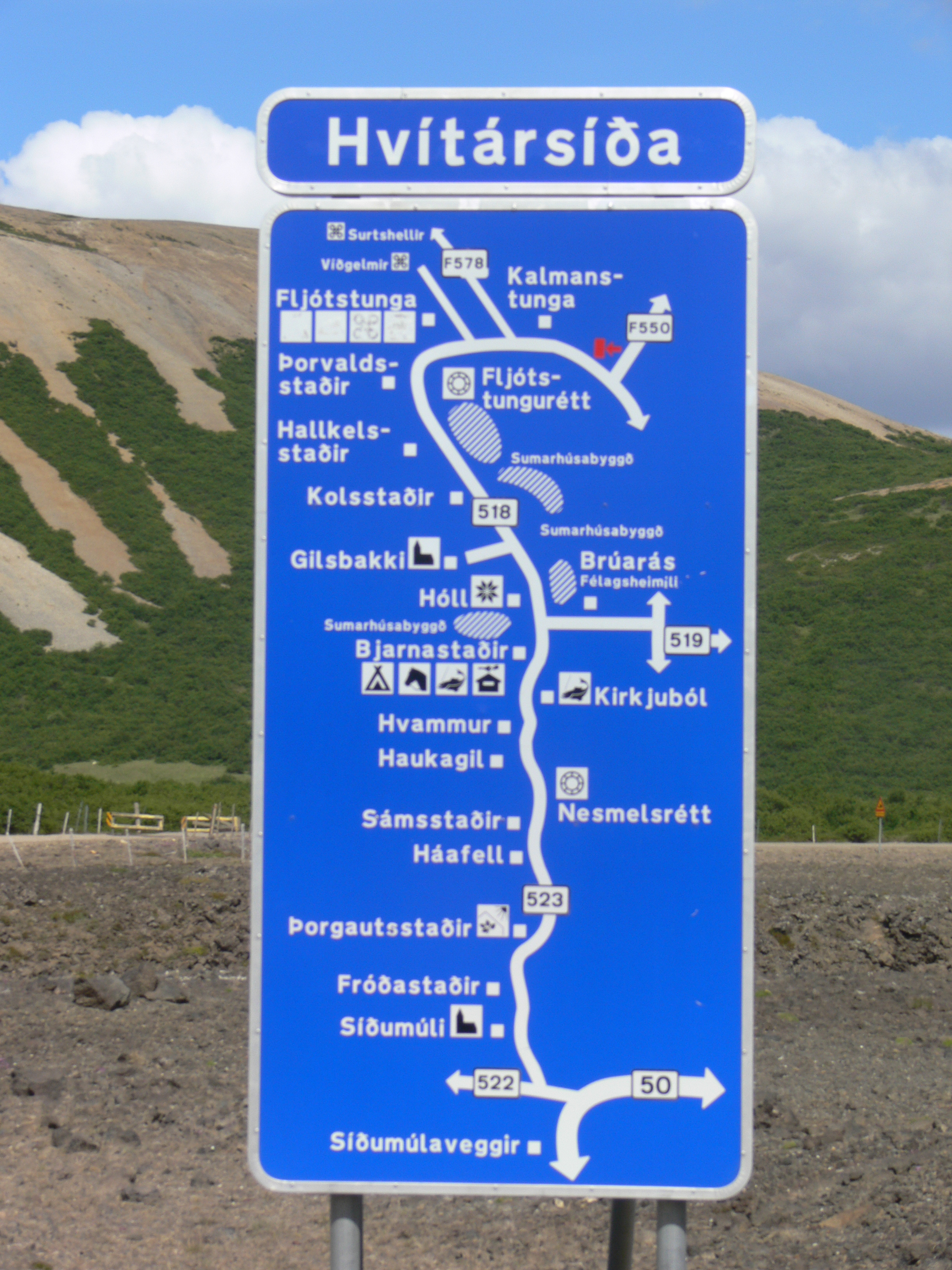
Een servicebord

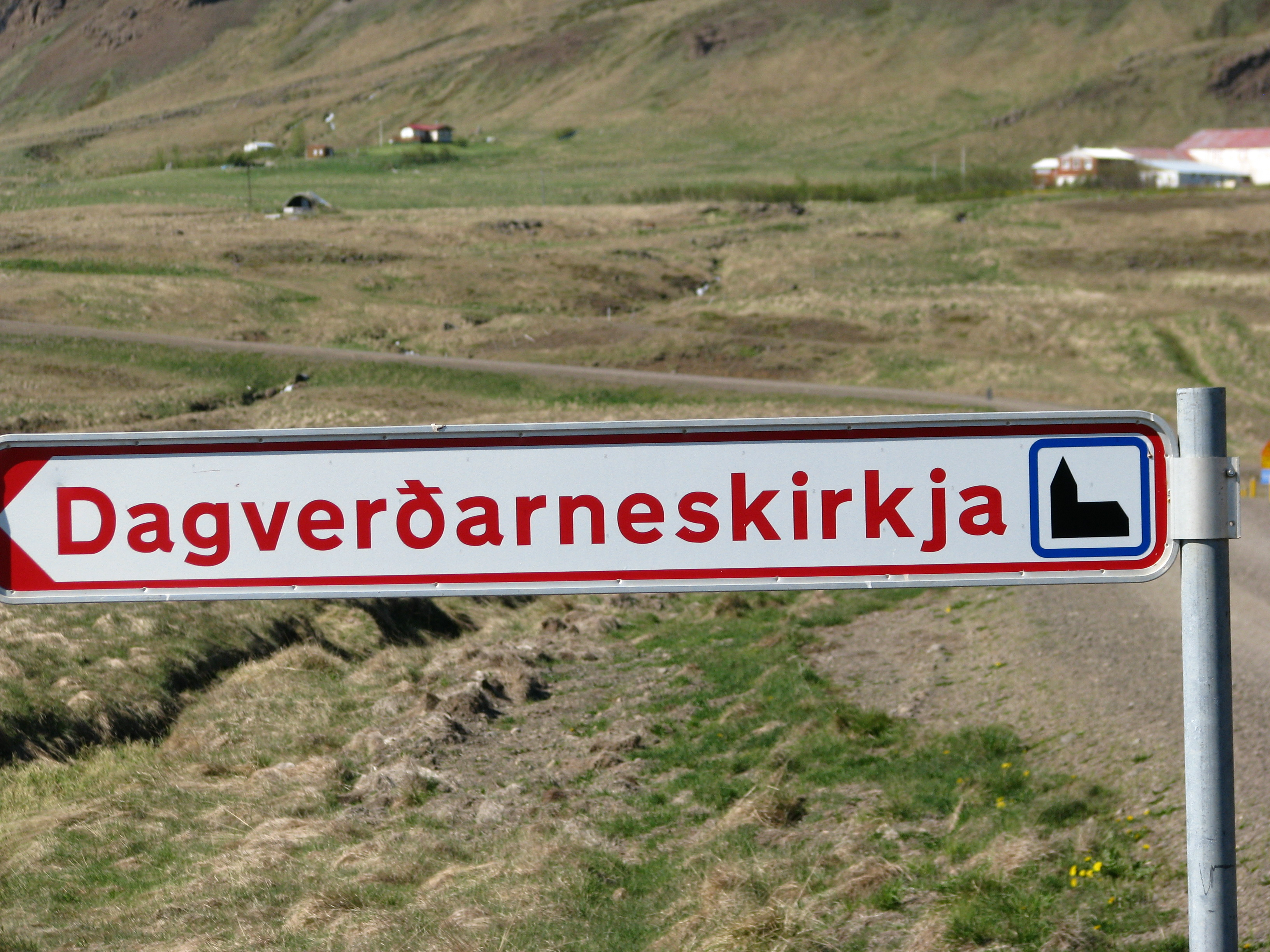
Een bord met een toeristische verwijzing

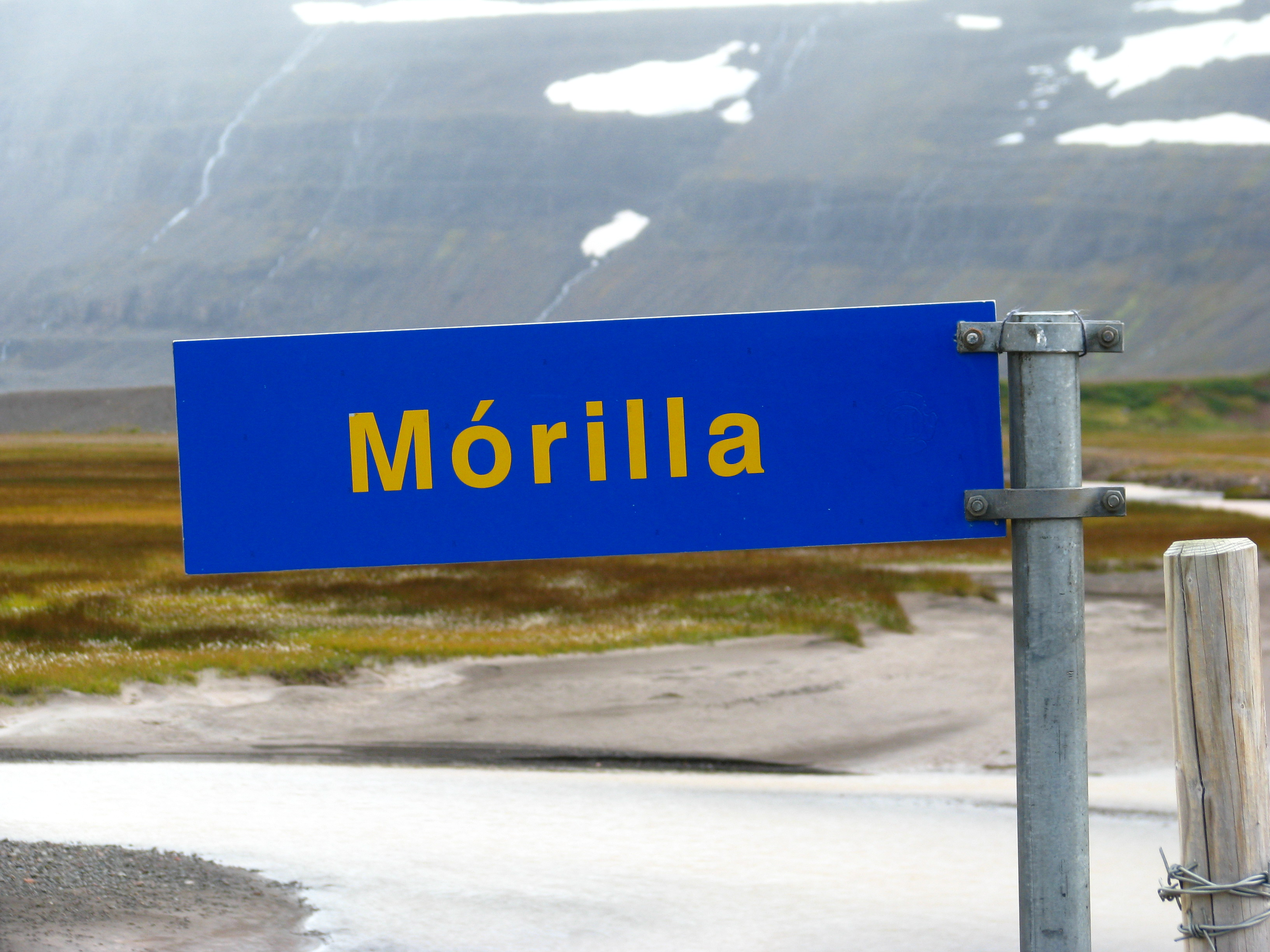
Een bord met een aardrijkskundige verwijzing

De IJslandse bewegwijzering bestaat uit gele borden met zwarte letters waarbij de wegnummers op een wit schildje met zwarte letters worden geplaatst. Indirecte wegnummers verschijnen in een wegschild met onderbroken rand.  Serviceborden komen ook veel voor. Deze zijn blauw met witte of gele letters. Hierop worden bestemmingen, zoals boerderijen of namen van rivieren en bergen, weergegeven. Toeristische bestemmingen verschijnen op een wit bord met rode rand en rode letters.

## Wegnummering
In IJsland maakt men onderscheid tussen twee soorten wegen: de nationale wegen (Þjóðvegir) en bergwegen (Fjallvegir) en alle wegen hebben een nummer. Nummer 1 is voor de ringweg van het eiland. Dit is het enige eencijferige nummer. De rest van de wegen zijn gezoneerd genummerd vanaf de Vatnajökull met de klok mee. In het zuiden begint de serie met een 2, de serie 3 in het zuidwesten, de serie 4 rond Reykjavik, de serie 5 in het westen, de serie 6 in het noordwesten, de serie 7 in het noorden, de serie 8 in het noordoosten en de serie 9 in het oosten.
De grootste of belangrijkste doorgaande wegen hebben twee cijfers, de aftakkingen daarvan, die verbindingen tussen de hoofdwegen vormen of vaak een doodlopende eindbestemming hebben, drie of soms vier. Als een nationale weg overgaat in een bergweg, dan blijft het nummer hetzelfde. Alleen krijgt de bergweg het prefix 'F' van fjall. Op bergwegen wordt het afgeraden om met normale auto's te rijden, en vaak is het zelfs verboden. Zo is het wegdek vaak erg slecht en moeten er niet overbrugde rivieren genomen worden, waarbij verzekeringen eventuele schade niet vergoeden. Deze wegen zijn door sneeuwval, ijsgang of smeltwater een groot deel van het jaar onbegaanbaar en daarom voor het verkeer afgesloten.
Behalve dat alle wegen in IJsland een nummer hebben, hebben ze ook een naam. Zo heet bijvoorbeeld de weg met nummer 52 Uxahryggjavegur.

## Snelheidslimiet
Binnen de bebouwde kom is de snelheidslimiet 50 km/h. Buiten de bebouwde kom wordt onderscheid gemaakt tussen verharde en onverharde wegen. Op verharde wegen mag 90 km/h worden gereden, terwijl op grind- en zandwegen de maximumsnelheid 80 km/h is.

## Tunnels
In 2020 kwamen in IJsland veertien tunnels voor.
- Hvalfjarðargöng, de enige onderzeese tunnel;
- Vestfjarðargöng, dit is IJslands langste tunnel en de enige tunnel waarin zich een driesprong bevindt;
- Bolungarvíkurgöng;
- Arnarnessgöng, dit is IJslands kortste en oudste tunnel;
- Strákagöng;
- Vaðlaheiðargöng, de enige tunnel op IJsland waar tol voor geheven wordt
- Húsavíkurhöfðagöng, alleen voor vracht- en bestemmingsverkeer;
- Héðinsfjarðargöng, deze tunnel bestaat uit twee delen;
- Ólafsfjarðargöng;
- Oddsskarðgöng, dit was IJslands hoogst gelegen tunnel, maar is niet meer in gebruik;
- Norðfjarðargöng;
- Fáskrúðsfjarðargöng;
- Almannaskarðsgöng.
- Dýrafjarðargöng (op 25 oktober 2020 opengesteld)

Een aantal van deze tunnels is spaarzaam verlicht en enkelbaans uitgevoerd waardoor de nodige voorzichtigheid geboden is.

## Trivia
Het hoogste punt van de ringweg ligt op 600 meter in Langidalur bij de berg Svartfell in het desolate gebied ongeveer halverwege Mývatn en  Egilsstaðir. Het allerlaagste punt van de ringweg ligt op 163 meter onder de zeespiegel in de Hvalfjarðargöng. De weg die het hoogste punt bereikt is de bergweg F821 (Eyjafjarðarleið). Dit punt ligt bij de verlaten boerderij Nýibær op 940 meter. Een van de wegen waarin het sterkst geklommen moet worden, is de 917 (Hlíðarvegur) in Oost-IJsland. De oostelijke bergwand moet via haarspeldbochten overwonnen worden alvorens de 655 meter hoge bergpas over de Hellisheiði eystra richting Vopnafjörður genomen kan worden. Deze weg is nauwelijks geschikt voor auto's met aanhangers en is in de winter door sneeuwval meestal afgesloten.
Albanië · Andorra · Armenië · Azerbeidzjan · België · Bosnië en Herzegovina · Bulgarije · Cyprus · Denemarken · Duitsland · Estland · Finland · Frankrijk · Georgië · Griekenland · Hongarije · IJsland · Ierland · Italië · Kazachstan · Kroatië · Letland · Liechtenstein · Litouwen · Luxemburg · Malta · Moldavië · Monaco · Montenegro · Nederland · Noord-Macedonië · Noorwegen · Oekraïne · Oostenrijk · Polen · Portugal · Roemenië · Rusland · San Marino · Servië · Slovenië · Slowakije · Spanje · Tsjechië · Turkije · Vaticaanstad · Verenigd Koninkrijk · Wit-Rusland · Zweden · Zwitserland